# Мирко Јовановић
Мирко Јовановић (Крагујевац, 21. мај 1923 — Београд, 3. мај 1977) био је учесник Народноослободилачке борбе, генерал-пуковник ЈНА, друштвено-политички радник СФР Југославије и СР Србије и народни херој Југославије.

## Биографија
Рођен је 21. маја 1923. године у Крагујевцу, у радничкој породици. Отац Димитрије био је изабран за комунистичког одборника општине Крагујевац на изборима августа 1920. године. Својим идејама утицао је и на сина, који је већ 1938. године примљен у Савез комунистичке омладине Југославије (СКОЈ). Већ следеће године био је изабран за секретара актива СКОЈ-а.
Иако млад, потписао је апел за помоћ угроженој Чехословачкој и учествовао на демонстрацијама које је организовала партијска организација Крагујевца у знак подршке народима Чехословачке. Пред почетак рата у Југославији 1941, завршио је Крагујевачку гимназију, а по окончању рата и Осму класу Више војне академије ЈНА.
Након потписивања Тројног пакта са нацистичком Немачком од југословенске владе, Јовановић је учествовао у демонстрацијама у Крагујевцу, које су почеле 26, а наставиле се 27. марта 1941. године.
У Априлском рату 1941. године, заједно са групом другова скојеваца, јавио се у војску као добровољац, али су их официри одбили. После капитулације Југославије, учествовао је у припремама за устанак; по граду је лепио плакате, пароле, летке, радио на прикупљању оружја и стварању оружаних ударних група и десетина. Постао је и десетар једне од тих десетина. Јуна месеца 1941, постао је члан Комунистичке партије Југославије (КПЈ).

### Народноослободилачка борба
Јовановић је по директиви СКОЈ-а остао у Крагујевцу све до прве велике рације, 19. октобра 1941. године, када су фашисти похапсили на хиљаде Крагујевчана и стрељали их 21. октобра. Са својом десетином је отишао из града и прикључио се партизанском одреду. С одредом је током постојања Ужичке републике учествовао у борбама на Бумбаревом Брду, Вучковици, Остри, Вујетинцу и другим местима. У току повлачења главних партизанских снага из западне Србије у Босну учествовао је у борбама код Борца, на Златибору, Облином Брду и у другим биткама.
За време формирања Прве пролетерске бригаде био је изабран за секретара партијске ћелије у Првој чети Крагујевачког батаљона. Учествовао је у борби на Гаочићу, налазио се у заштитници колоне која је ишла преко Игмана, учествовао у ослобођењу Коњица и Ливна 1942. године и у борби на Ситници 1943. године. У току битке на Неретви је, као политички комесар Крагујевачког батаљона, успешно остварио задатак прихватања и заштите бригадне и дивизијске болнице, које су фашисти настојали да униште. За време битке на Илијој Глави на Сутјесци, када су Немци упали међу његове другове и кад је настала пометња, Јовановићевом интервенцијом били су спасени многи борци његовог батаљона. Приликом напада на јако немачко упориште на Боровну, био је тешко рањен.
Касније је учествовао борбама код Триља у Далмацији, у одбрани и прихвату Врховног штаба НОВЈ после изласка из Дрвара, маја 1944. године, те у ослобођењу Београда. Партија га је одредила за политичког комесара 21. српске дивизије, која се налазила на положају на Сремском фронту. Са овом дивизијом учествовао је у пробоју Сремског фронта и гоњењу непријатеља, заједно са другим јединицама Југословенске армије (ЈА), до северозападних граница Југославије. Из рата је изашао са чином потпуковника.

### Послератни период
По окончању рата, остао је у професионалној служби у Југословенској народној армији (ЈНА). Јула 1945. године, био је постављен у Политичко одељење Прве армије, а од фебруара 1948. године налазио се на дужности политичког комесара ове Армије. По завршетку Више војне академије ЈНА, био је постављен за политичког комесара корпуса, а потом за заменика команданта Сарајевске војне области за политички рад (1953—1956), а од 1956. руководилац Организационог секретаријата Опуномоћства ЦК СКЈ у ЈНА. После тога је био командант дивизије, затим заменик начелника једне управе у Генералштабу ЈНА, командант Осме дивизије Војног подручја Нови Сад (1959—1964), начелник (1964—1967), а затим и командант Скопске армијске области (1967—1969), командант Београдске војне области (1969—1975), а од 1975. до смрти начелник Центра високих војних школа ЈНА. Имао је чин генерал-пуковника ЈНА.
На Првом конгресу УСАО Србије, новембра 1944. године, био је изабран за потпредседника Главног одбора УСАО Србије. Десети конгрес СКЈ изабрао га је за члана Централног комитета СКЈ, а Седми конгрес СУБНОР-а Југославије за члана Главног одбора СУБНОР-а Југославије. Такође је био и члан Комитета Конференције организације СКЈ у ЈНА и Сталног дела Конференције СКС. Владимир Бакарић га је, у припреми смене Ивана Гошњака са положаја Државног секретара за послове народне одбране СФРЈ, предлагао маршалу Титу као могући избор за ту дужност.
Преминуо је 3. маја 1977. године у Београду. Сахрањен је у Алеји заслужних грађана на београдском Новом гробљу.
У Крагујевцу постоји Основна школа „Мирко Јовановић", која носи име по њему.

## Одликовања
Носилац је Партизанске споменице 1941. и осталих југословенских одликовања, међу којима су — Ордена заслуга за народ са златном звездом, Ордена братства и јединства златним венцем, Орден партизанске звезде са сребрним венцем, Орден народне армије са златном звездом и Орден за храброст. Од иностраних одликовања, истиче се совјетски Орден отаџбинског рата првог реда. Орденом народног хероја одликован је 27. новембра 1953. године.